# Copa de Nueva Caledonia
La Copa de Nueva Caledonia es un torneo de fútbol que disputan los equipos de dicho país que juegan en la Superliga y en segunda división.

## Palmarés
| Temporada | Campeón                     | Resultado        | Finalista               |
| --------- | --------------------------- | ---------------- | ----------------------- |
| 1954      | SS Indépendante             | 5 - 3            | Uniforme Fayaoué        |
| 1955      | No se disputó               | No se disputó    | No se disputó           |
| 1956      | PLGC                        | 2 - 1            | Ouvéa                   |
| 1957      | Impassible FC               | 5 - 2            | PLGC                    |
| 1958      | PLGC                        | 6 - 0            | Impassible FC           |
| 1959      | Wé Lifou                    | 4 - 2            | Impassible FC           |
| 1960      | Uniforme Fayaoué            | 4 - 2            | SS Indépendante         |
| 1961      | Ile des Pins                | 1 - 1, 3 - 2     | Impassible FC           |
| 1962      | Olympique (Nueva Caledonia) | 5 - 0            | PLGC                    |
| 1963      | Olympique (Nueva Caledonia) | 5 - 1            | Ile des Pins            |
| 1964      | JS Vallée du Tir Nouméa     | 1 - 0            | USC Nouméa              |
| 1965      | JS Vallée du Tir Nouméa     | 5 - 2            | Ile des Pins            |
| 1966      | JS Vallée du Tir Nouméa     | 3 - 0            | Thio Sport              |
| 1967      | JS Vallée du Tir Nouméa     | 3 - 3, 1 - 0     | CSM                     |
| 1968      | JS Vallée du Tir Nouméa     | 1 - 1, 3 - 2     | ASLN Nouméa             |
| 1969      | ASLN Nouméa                 | 2 - 1            | JS Vallée du Tir Nouméa |
| 1970      | ASLN Nouméa                 | 3 - 1            | Nathalo                 |
| 1971      | ASLN Nouméa                 | 2 - 1            | FC Gaïtcha              |
| 1972      | ASLN Nouméa                 | 4 - 0            | CB Ponérihouen          |
| 1973      | UAC Yaté                    | 1 - 0            | JS Vallée du Tir Nouméa |
| 1974      | UAC Yaté                    | 5 - 2            | ASLN Nouméa             |
| 1975      | ASLN Nouméa                 | 1 - 0            | JS Vallée du Tir Nouméa |
| 1976      | Kehdek Koumac               | 1 - 1, 2 - 1     | ASLN Nouméa             |
| 1977      | USL Gélima                  | 2 - 1            | ASLN Nouméa             |
| 1978      | USL Gélima                  | 4 - 1            | JS Maré                 |
| 1979      | USL Gélima                  | 3 - 0            | JS Maré                 |
| 1980      | JS Baco                     | 3 - 2            | CA Saint-Louis          |
| 1981      | CA Saint-Louis              | 2 - 1            | AS Ponoz                |
| 1982      | USL Gélima                  | 1 - 1 (3-0 pen.) | JS Baco                 |
| 1983      | AS Païta                    | 2 - 0            | CB Ponérihouen          |
| 1984      | JS Baco                     | 2 - 0            | AS Kunié                |
| 1985      | CA Saint-Louis              | 3 - 1            | AS Kunié                |
| 1986      | CA Saint-Louis              | 3 - 0            | AS 6e km                |
| 1987      | JS Baco                     | 2 - 0            | AS Kunié                |
| 1988      | Wé-Luécilla                 | 1 - 0            | CA Saint-Louis          |
| 1989      | AS Frégate Mont-Dore        | 3 - 2            | JS Baco                 |
| 1990      | CA Saint-Louis              | 1 - 0            | Entente Gélima          |
| 1991      | JS Baco                     | 3 - 1            | AS Magenta              |
| 1992      | Wé-Luécilla                 | 3 - 0            | AS Kunié                |
| 1993      | ASLN Thio                   | 4 - 1            | CA Saint-Louis          |
| 1994      | CA Saint-Louis              | 5 - 1            | AS Qanono               |
| 1995      | JS Baco                     | 3 - 2            | Wé-Luécilla             |
| 1996      | AS Magenta                  | 3 - 0            | Uniforme Fayaoué        |
| 1997      | CA Saint-Louis              | 1 - 1 (4-3 pen.) | FC Gaïtcha              |
| 1998      | JS Traput                   | 1 - 1 (5-4 pen.) | CS Nékoué               |
| 1999      | JS Traput                   | 1 - 0            | AS Auteuil              |
| 2000      | AS Magenta                  | 1 - 1 (4-1 pen.) | JS Traput               |
| 2001      | AS Magenta                  | 4 - 3            | AS Mont-Dore            |
| 2002      | AS Magenta                  | 5 - 2            | JS Ouvéa                |
| 2003      | AS Magenta                  | 1 - 0            | JS Baco                 |
| 2004      | AS Magenta                  | 2 - 1            | AS Mont-Dore            |
| 2005      | AS Magenta                  | 2 - 1            | JS Baco                 |
| 2006      | AS Mont-Dore                | 2 - 1            | JS Baco                 |
| 2007      | AS Lössi                    | 1 - 0            | AS Mont-Dore            |
| 2008      | AS Mont-Dore                | 3 - 0            | AS Lössi                |
| 2009      | AS Mont-Dore                | 3 - 3 (4-2 pen.) | AS Magenta              |
| 2010      | AS Magenta                  | 2 - 1            | FC Gaïtcha              |
| 2011      | FC Gaïtcha                  | 2 - 0            | AS Magenta              |
| 2012      | AS Lössi                    | 1 - 1 (3-2 pen.) | AS Magenta              |
| 2013      | Hienghène Sport             | 3 - 1            | AS Qanono               |
| 2014      | AS Magenta                  | 3 - 1            | AS Lössi                |
| 2015      | Hienghène Sport             | 3 - 0            | AS Mont-Dore            |
| 2016      | AS Magenta                  | 2 - 2 (4-3 pen.) | Hienghène Sport         |
| 2017      | AS Lössi                    | 2 - 1            | Hienghène Sport         |
| 2018      | AS Magenta                  | 1 - 0            | Hienghène Sport         |
| 2019      | Hienghène Sport             | 5 - 3            | AS Lössi                |
| 2020      | Hienghène Sport             | 3 - 1            | SC Ne Drehu             |

## Títulos por equipo
| Club                    | Títulos | Subtítulos | Años campeón                                                     | Años subcampeón              |
| ----------------------- | ------- | ---------- | ---------------------------------------------------------------- | ---------------------------- |
| AS Magenta              | 11      | 4          | 1996, 2000, 2001, 2002, 2003, 2004, 2005, 2010, 2014, 2016, 2018 | 1991, 2009, 2011, 2012       |
| CA Saint-Louis          | 6       | 3          | 1981, 1985, 1986, 1990, 1994, 1997                               | 1980, 1988, 1993             |
| JS Baco                 | 5       | 5          | 1980, 1984, 1987, 1991, 1995                                     | 1982, 1989, 2003, 2005, 2006 |
| ASLN Nouméa             | 5       | 4          | 1969, 1970, 1971, 1972, 1975                                     | 1968, 1974, 1976, 1977       |
| JS Vallée du Tir Nouméa | 5       | 3          | 1964, 1965, 1966, 1967, 1968                                     | 1969, 1973, 1975             |
| Hienghène Sport         | 4       | 3          | 2013, 2015, 2019, 2020                                           | 2016, 2017, 2018             |
| USL Gélima              | 4       | -          | 1977, 1978, 1979, 1982                                           | -----                        |
| AS Mont Dore            | 3       | 4          | 2006, 2008, 2009                                                 | 2001, 2004, 2007, 2015       |
| AS Lössi                | 3       | 3          | 2007, 2012, 2017                                                 | 2008, 2014, 2019             |
| Wé-Luécilla             | 3       | 1          | 1959, 1988, 1992                                                 | 1995                         |
| PLGC                    | 2       | 2          | 1956, 1958                                                       | 1957, 1962                   |
| JS Traput               | 2       | 1          | 1998, 1999                                                       | 2000                         |
| Olympique               | 2       | -          | 1962, 1963                                                       | ----                         |
| UAC Yaté                | 2       | -          | 1973, 1974                                                       | ----                         |
| FC Gaïtcha              | 1       | 3          | 2011                                                             | 1971, 1997, 2010             |
| Impassible FC           | 1       | 3          | 1957                                                             | 1958, 1959, 1961             |
| Île des Pins            | 1       | 2          | 1961                                                             | 1963, 1965                   |
| Uniforme Fayaoué        | 1       | 2          | 1960                                                             | 1954, 1996                   |
| SS Indépendante         | 1       | 1          | 1954                                                             | 1960                         |
| AS Frégate Mont-Dore    | 1       | -          | 1989                                                             | ----                         |
| Kehdek Koumac           | 1       | -          | 1976                                                             | ----                         |
| AS Païta                | 1       | -          | 1983                                                             | ----                         |
| ASLN Thio               | 1       | -          | 1993                                                             | ----                         |
| AS Kunié                | -       | 4          | ----                                                             | 1984, 1985, 1987, 1992       |
| JS Maré                 | -       | 2          | ----                                                             | 1978, 1979                   |
| CB Ponérihouen          | -       | 2          | ----                                                             | 1972, 1983                   |
| AS Qanono               | -       | 2          | ----                                                             | 1994, 2013                   |
| AS Auteuil              | -       | 1          | ----                                                             | 1999                         |
| CSM                     | -       | 1          | ----                                                             | 1967                         |
| Entente Gélima          | -       | 1          | ----                                                             | 1990                         |
| Nathalo                 | -       | 1          | ----                                                             | 1970                         |
| CS Nékoué               | -       | 1          | ----                                                             | 1998                         |
| Ouvéa                   | -       | 1          | ----                                                             | 1956                         |
| JS Ouvéa                | -       | 1          | ----                                                             | 2002                         |
| AS Ponoz                | -       | 1          | ----                                                             | 1981                         |
| AS 6e km                | -       | 1          | ----                                                             | 1986                         |
| Thio Sport              | -       | 1          | ----                                                             | 1966                         |
| USC Nouméa              | -       | 1          | ----                                                             | 1964                         |

1. ↑  incluye el AS Magenta Le Nickel.
2. ↑  incluye el Wé Lifou
3. ↑  más tarde fue sucedido por AS Thio Sports.